# Éric Michel
Pour les articles homonymes, voir Michel.
 (août 2022).
Si vous disposez d'ouvrages ou d'articles de référence ou si vous connaissez des sites web de qualité traitant du thème abordé ici, merci de compléter l'article en donnant les références utiles à sa vérifiabilité et en les liant à la section « Notes et références ».
 (août 2022).
La mise en forme du texte ne suit pas les recommandations de Wikipédia : il faut le « wikifier ».
Les points d'amélioration suivants sont les cas les plus fréquents. Le détail des points à revoir est peut-être précisé sur la page de discussion.
- Les titres sont pré-formatés par le logiciel. Ils ne sont ni en capitales, ni en gras.
- Le texte ne doit pas être écrit en capitales (les noms de famille non plus), ni en gras, ni en italique, ni en « petit »…
- Le gras n'est utilisé que pour surligner le titre de l'article dans l'introduction, une seule fois.
- L'italique est rarement utilisé : mots en langue étrangère, titres d'œuvres, noms de bateaux, etc.
- Les citations ne sont pas en italique mais en corps de texte normal. Elles sont entourées par des guillemets français : « et ».
- Les listes à puces sont à éviter, des paragraphes rédigés étant largement préférés. Les tableaux sont à réserver à la présentation de données structurées (résultats, etc.).
- Les appels de note de bas de page (petits chiffres en exposant, introduits par l'outil «  Source ») sont à placer entre la fin de phrase et le point final[comme ça].
- Les liens internes (vers d'autres articles de Wikipédia) sont à choisir avec parcimonie. Créez des liens vers des articles approfondissant le sujet. Les termes génériques sans rapport avec le sujet sont à éviter, ainsi que les répétitions de liens vers un même terme.
- Les liens externes sont à placer uniquement dans une section « Liens externes », à la fin de l'article. Ces liens sont à choisir avec parcimonie suivant les règles définies. Si un lien sert de source à l'article, son insertion dans le texte est à faire par les notes de bas de page.
- La présentation des références doit suivre les conventions bibliographiques. Il est recommandé d'utiliser les modèles {{Ouvrage}}, {{Chapitre}}, {{Article}}, {{Lien web}} et/ou {{Bibliographie}}. Le mode d'édition visuel peut mettre en forme automatiquement les références.
- Insérer une infobox (cadre d'informations à droite) n'est pas obligatoire pour parachever la mise en page.

Pour une aide détaillée, merci de consulter Aide:Wikification.
Si vous pensez que ces points ont été résolus, vous pouvez retirer ce bandeau et améliorer la mise en forme d'un autre article.
Éric Michel, né à Aix-en-Provence le 20 juin 1962, est un artiste multimédia, peintre, sculpteur et photographe français. Après avoir longuement séjourné au Japon, puis à Rome, il vit et travaille aujourd’hui à Paris, dans le XVIIIe arrondissement.
Travaillant principalement (mais non exclusivement) sur la lumière, comme en témoignent ses tableaux saturés de pigments purs, ses vidéos et ses installations fluorescentes ou néonisées, il s’inscrit dans une tradition de quête de l’immatériel, dans la lignée d’Yves Klein, James Turrell et Dan Flavin, à laquelle il apporte une touche décisive de lien avec les sciences « dures ».

## Biographie
Éric Michel naît à Aix-en-Provence le 20 juin 1962. Il est diplômé de l’ENSAE en 1986, exerce des fonctions dans la finance de marché et la gestion d’actifs en France et au Japon jusqu’en 2003. Initié très tôt aux arts plastiques et à la musique (via la méthode Martenot), il pratique la musique classique et indie rock en amateur, tout en développant une œuvre plastique et multimédia, qui commence à être exposée à partir de l'année 2000.

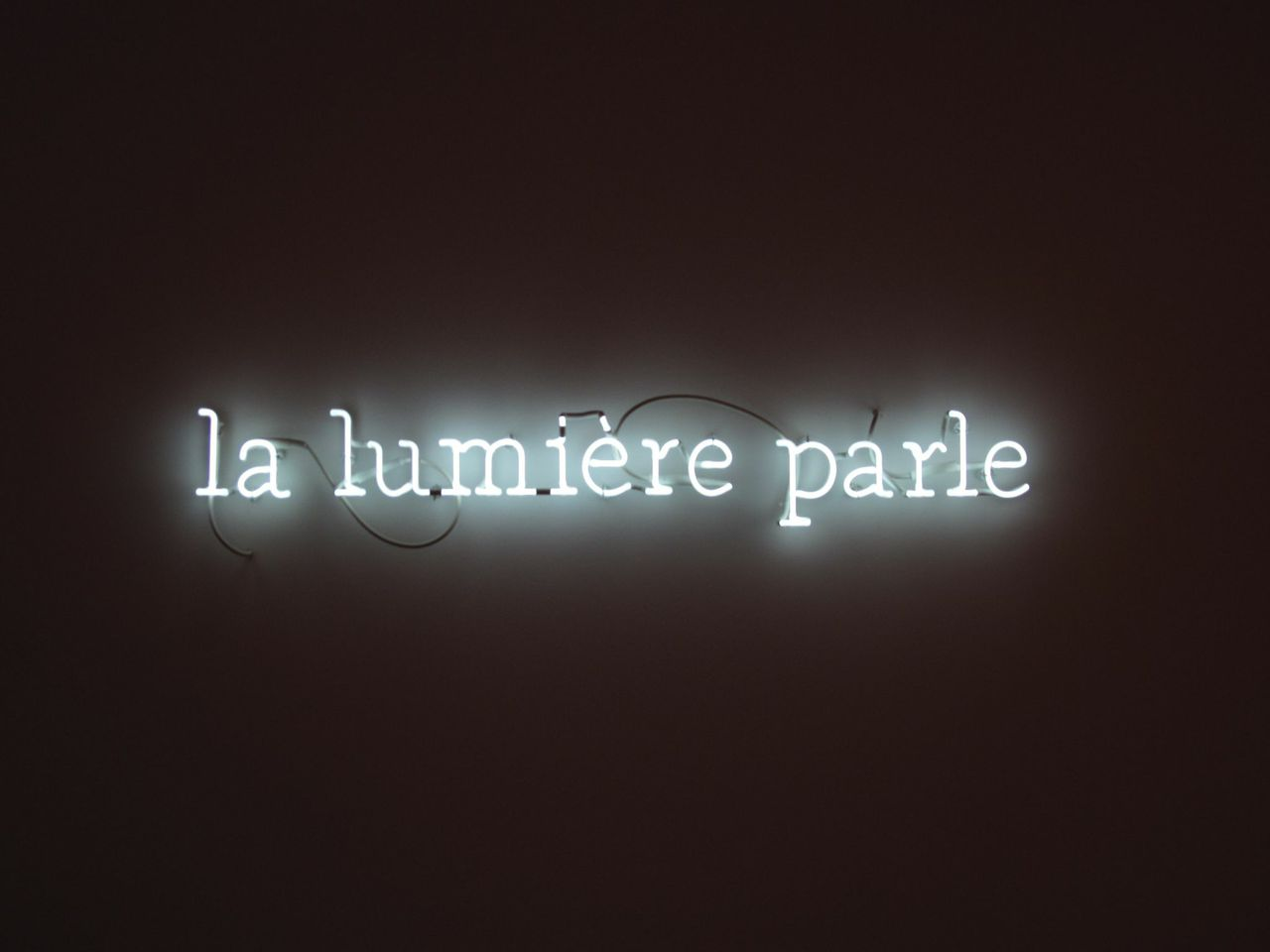
La lumière parle, 2012

Invité à la Biennale de Kawasaki en décembre 2003, il décide de se consacrer entièrement à l’art à partir de 2005, tout en exerçant occasionnellement en tant que conseil artistique pour certaines initiatives privées (Veuve-Clicquot, Ungaro ou Lanvin) ou publiques (Année Internationale de la Lumière - UNESCO), ainsi qu'en tant que porteur de projet à l’Institut d’Optique de Paris-Saclay depuis 2015, où il a créé le cursus permanent « Arts & Sciences ». Il est également membre du Comité Artistique et Scientifique de la Scène de Recherche de l’ENS-Paris-Saclay.
En 2011, il réalise une monumentale installation lumineuse pour le site des Grands Moulins de Pantin, Les Moulins de Lumière. Son monochrome de lumière en façade du MAMAC de Nice rejoint la même année la collection permanente du musée, Fluo Blue.
En 2013, son exposition Passeur de Lumière dialogue avec l’architecture de Le Corbusier et Xenakis au couvent Sainte-Marie-de-la-Tourette, tandis qu'en 2014, son œuvre Mono Light rejoint la Philharmonie de Luxembourg pour la Symphonie Monoton-Silence d’Yves Klein.
En 2016, il crée en partenariat avec le CNRS, pour la Fête des Lumières à Lyon, l'œuvre monumentale Platonium,, qui a depuis été exposée dans une demi-douzaine de lieux différents en France et dans le monde.

## Démarche artistique
Interrogé par le magazine Variances, à la question « Comment qualifierais-tu ton activité artistique ? », Éric Michel répondait en 2017 : « Je dirais que je suis un artiste multimédia, au sens strict du terme. (…) Ma palette inclut les médias traditionnels (peinture, sculpture) aussi bien que la photographie, la vidéo, la musique (samples, compositions). Ce qui guide mon choix est la direction de mon travail, essentiellement centré aujourd’hui sur la lumière et la dualité matériel/immatériel. La lumière est un vecteur idéal pour explorer cette frontière en raison de la dualité corpusculaire/ondulatoire du photon. Même si mon travail est souvent apparenté au courant minimaliste et aux recherches de Dan Flavin, je me sens plus proche d’Yves Klein et James Turrell par leur sensibilité, précisément à la frontière entre matériel et immatériel. La lumière est cette double peau qui unit les deux facettes d’un même monde, comme un passage – le Miroir d’Alice. »
Rébecca François, historienne d'art et commissaire d'expositions, déclare à son propos : « La sensation de «toucher du regard » nous envahit. Vient s’ajouter à cet effet purement physique une émotion, une résonance intérieure. La source lumineuse qui éclaire, qui révèle, devient un sujet en soi et trouve sa puissance magnétique dans le monochrome et les couleurs fluorescentes. Loin de révéler un univers aseptisé, néons et pigments purs, hérités de l’esthétique des années soixante-dix, créent un « bain lumineux » qui confère à l’espace une dimension tout à fait autre. »

## Publications (sélection)
- Éric Michel, monographie, Galerie Véronique Smagghe, 2008
- Derrière le visible – Rencontre Le Corbusier / Éric Michel, monographie, Bernard Chauveau éditeur, 2012
- La Lumière Parle (The Light Speaks), monographie, 836M, 2018

## Expositions personnelles
- 2001 : Pink Cow Gallery, Tokyo
- 2001 : "Vivre la vie" Art Lounge, Tokyo
- 2001 : Design Fiesta Gallery, Tokyo
- 2003 : Galerie Mamia Bretesché, Paris
- 2004 : Librairie-Galerie Racine, Paris
- 2005 : "Hommage à Yves Klein", Galerie MB, Paris
- 2006 : "Cabaret", Vanessa Suchar, Paris
- 2006 : "Nuit Fluo", Nuit Blanche, Paris
- 2007 : "Biblioteca Fluorescente", Université de la Sapienza, Rome[8]
- 2008 : Galerie Véronique Smagghe, Paris
- 2008 : Librairie Mazarine, Vanessa Suchar, Paris
- 2008 : "SPQR Fluo", Galleria Augusto Consorti, Rome
- 2008 : "La Playa Fluo", Immersiva Remix, Rome
- 2008 : "Fluorescence", Musée d'Histoire et d'Art, Villeneuve-Loubet
- 2009 : Musée d'Art Moderne et d'Art Contemporain (MAMAC), Nice
- 2009 : "Lumières et immatériel", Archives Yves Klein, Paris
- 2010 : Marina Abramovic Institute (MAI West), San Francisco
- 2010 : Galerie Véronique Smagghe, Paris
- 2011 : "Fluo Blue" (installation permanente au MAMAC), Nice
- 2011 : "Quid sit lumen", Collégiale Saint-Lazare, Avallon[9]
- 2011 : "Fluorescence(s)", Galerie Ilan Engel, Paris
- 2011 : "Les Moulins de Lumière", Grands Moulins de Pantin, Paris
- 2012 : "Aura", Hôtel-Dieu, Brie-Comte-Robert
- 2012 : Galerie Ilan Engel, Paris
- 2013 : "Passeur de lumière", Couvent de la Tourette, Éveux[10]
- 2013 : "Avez-vous dans les yeux ce qui manque aux paysages", Le 19 Paul Fort, Paris
- 2014 : "La veillée solitaire", Abbaye de Saint-Jean-aux-Bois, Saint-Jean-aux-Bois
- 2014 : "Mono Light”, œuvre pour la Symphonie Monoton-Silence d’Yves Klein, Philharmonie de Luxembourg
- 2015 : "Light Project", Arts Élysées, Paris[11]
- 2015 : "Le Laboratoire des Lumières", Le Bon Marché Rive Gauche, Paris
- 2015 : "Vivre la lumière", ESSEC, Cergy-Pontoise
- 2016 : "Platonium", Fête des Lumières, Lyon[6]
- 2016 : "ARGIA, la lumière-langage", Château Observatoire Abbadia, Hendaye
- 2016 : "Pôle Lumière", Pôle Culturel Chabran, Draguignan[12]
- 2017 : "Platonium", Place du Marché Couvert, Metz[13]
- 2017 : "La Chapelle de Lumière", Festival Les Jours de Lumière, Saint-Saturnin
- 2018 : "Platonium", Cité des Sciences, Paris
- 2018 : "La Chambre des Lumières", Villa Radet, Paris
- 2018 : "Chiavacci / Michel", Galerie Die Mauer, Prato
- 2018 : "Le Château de Lumière", In Situ, Foix[14]
- 2018 : "La Lumière Parle", 836M Gallery, San Francisco[15]
- 2019 : "La Nuit Transfigurée", Cité des Sciences, Paris
- 2019 : "L'Abbaye de Lumière", Abbaye Blanche, Mortain[16]
- 2019 : "Le Clocher de Lumière", In Situ, La Livinière[17]
- 2019 : "La Filature de Lumière", Le Mesnil-Tôve
- 2020 : "Luz Azul", La Junqueira, Lisbonne
- 2020 : "Les Cavernes de Lumière", In Situ, Le Mas d’Azil et Bédelhiac[18],[19]
- 2021 : "Always the Sun", Résistex, Saint-André-de-la-Roche[20]

## Expositions collectives (sélection)
- 2000 : Design Festa, Tokyo
- 2003 : Biennale "Senza Frontere", Kawasaki
- 2003 : Arte Facte 2, Château de Crémault, Bonneuil-Matours
- 2004 : "Petits jeux à partir du Grand Jeu", Université de Reims
- 2004 : Salon de Montrouge (49ème édition)
- 2005 : "Art Pluriel", Paris
- 2005 : DiVA (Digital & Video Art Fair), Galerie MB, Paris
- 2005 : "Regard sur la photographie internationale", Galerie Parisud, Paris
- 2006 : Bridge Art Fair, Miami
- 2006 : SLICK, Paris
- 2006 : ART(212), New York
- 2006 : "Namaste", Londres
- 2006 : "Spirit of Pop", Le Sens, Paris
- 2006 : "The Harlem Art Project", New York
- 2006 : "International New Art in Paris Now", Galerie MB, Paris
- 2006 : DiVA (Digital & Video Art Fair), Galerie MB, New York
- 2006 : "Serendipity", Londres
- 2007 : Bridge Art Fair, Miami
- 2007 : "Sport in Art", MOCA, Shanghai
- 2007 : SLICK, Paris
- 2007 : Galerie Estivale d'Anières, Genève
- 2007 : "La Culture des Individu.e.s", Galerie Yukiko Kawase, Paris
- 2007 : "Nouvelle Biennale", UMAM, Nice
- 2007 : "Multitude", Salon de Printemps, Ozoir-la-Ferrière
- 2007 : RED DOT, New York
- 2007 : DiVA (Digital & Video Art Fair), Galerie Yukiko Kawase, New York
- 2008 : Art Élysées, Paris
- 2008 : SLICK, Paris
- 2008 : "Sport in Art", Today Art Museum, Beijing
- 2008 : Galerie Estivale d'Anières, Genève
- 2009 : Art Viceroy, Miami
- 2009 : Art Élysées, Paris
- 2009 : Galerie Estivale d'Anières, Genève
- 2009 : L'Atelier Soardi, Nice
- 2009 : "Expoland", Artempion, Fontenay-sous-Bois
- 2010 : "Artistes de collection", Château des Baumettes, Villeneuve-Loubet
- 2010 : SLICK, Paris
- 2010 : "Collaborators 2", ROOM, Londres
- 2010 : "Private Light in Public Spaces", Light Art Biennale, Linz
- 2010 : "Kozmik Latte", Istanbul
- 2010 : "Construire sa lumière", Espace d'art contemporain Beaudoin, Antony
- 2010 : Art Paris, Paris
- 2011 : SLICK, Paris
- 2011 : "La couleur en avant", MAMAC, Nice
- 2011 : Art Paris, Paris
- 2011 : Drawing Now, Paris
- 2012 : Festival des Arts Numériques, Verrières-le-Buisson
- 2012 : "Light & Soul", Carrières de Lumières, Les-Baux-de-Provence
- 2012 : Art Paris, Paris
- 2012 : "Néon", La Maison Rouge, Paris[21]
- 2013 : SLICK, Paris
- 2013 : "Synchrony/City", Galerie Ilan Engel, Paris
- 2013 : Art Paris, Paris
- 2014 : Art Élysées, Paris
- 2014 : "Drapeaux d'artistes", Les-Baux-de-Provence
- 2014 : Cutlog NY, Blackbox Center, New York
- 2014 : "Les Pierres de Lumière", Prieuré de Pont-Loup, Moret-sur-Loing
- 2014 : Art Paris, Paris
- 2015 : Curiositas Arts & Science, Gif-sur-Yvette
- 2015 : Art Élysées, Paris[22]
- 2015 : "Vers une architecture de lumière", Chartreuse de Villeneuve-lès-Avignon
- 2015 : "La lumière parle", Marché Dauphine, Paris
- 2015 : “Within Light / Inside Glass”, Galleria Millenium, Lisbonne
- 2015 : “Art & Care”, Palais de Tokyo, Paris
- 2015 : Art Paris, Paris
- 2015 : “Within Light / Inside Glass”, Palazzo Loredan, Venise
- 2016 : Art Élysées, Paris
- 2016 : “Le Précieux Pouvoir des Pierres”, MAMAC, Nice[23]
- 2017 : FIAC, Paris
- 2017 : YIA Art Fair, Paris
- 2017 : Art Élysées, Paris
- 2017 : Fiesta de la Luz, Quito[24]
- 2017 : YIA Art Fair, Bâle
- 2017 : “Volume-Espace-Trait”, Prieuré de Pont-Loup, Moret-sur-Loing
- 2017 : Art Paris, Paris
- 2017 : Bright Brussels Festival, Bruxelles
- 2018 : Art Élysées, Paris
- 2018 : Art Paris, Paris
- 2019 : Art Élysées, Paris
- 2019 : Art Paris, Paris
- 2020 : Art Paris, Paris
- 2021 : Paris Photo (Die Mauer), Paris
- 2021 : Art Paris, Paris
- 2022 : Art Paris, Paris